# 水滸無雙 Online
《水滸無雙 Online》是一款改編自小說《水滸傳》的大型多人線上角色扮演遊戲，北京武神世紀發行。台灣由樂酷網路代理，2012年8月1日開放營運，代言人林采緹。

## 外部連結
- 官方网站